# Forest Glen (metropolitana di Washington)
Forest Glen è una stazione della metropolitana di Washington, situata sulla linea rossa. Si trova a Forest Glen, in Maryland, sulla Maryland Route 97.
È stata inaugurata il 22 settembre 1990, contestualmente all'apertura del tratto Silver Spring-Wheaton.
La stazione è costruita a 60 m di profondità; l'accesso ai treni avviene solo da ascensori e non da scale mobili.
La stazione è dotata di un parcheggio da quasi 600 posti ed è servita da autobus dei sistemi Metrobus (anch'esso gestito dalla WMATA) e Ride On.